# Diego Flores
|  | Per a altres significats, vegeu «Diego Flores (desambiguació)». |

Diego Flores (Las Palmas de Gran Canaria, 18 de desembre de 1982), criat a Junín, Província de Buenos Aires, Argentina, és un jugador d'escacs argentí, que té el títol de Gran Mestre des de 2008. Flores és també columnista d'escacs al diari Democracia de Junín.
A la llista d'Elo de la FIDE del desembre del 2020, hi tenia un Elo de 2599 punts, cosa que en feia el jugador número 3 (en actiu) de l'Argentina, i el número 250 del rànquing mundial. El seu màxim Elo va ser de 2628 punts, a la llista de gener de 2011 (posició 185 al rànquing mundial).

## Resultats destacats en competició
Flores ha guanyat set cops el Campionat d'escacs de l'Argentina, els anys 2005, 2009, 2012, 2013, 2016, 2017, i 2019.
A finals de 2005, va participar en la Copa del món de 2005 a Khanti-Mansisk, un torneig classificatori per al cicle del Campionat del món de 2007, on tingué una actuació raonable, tot i fou eliminat en primera ronda per Teimur Radjàbov. El maig de 2006 empatà al 2n-3r lloc al campionat de l'Argentina amb Rubén Felgaer (el campió fou Fernando Peralta).
El 2010 va vèncer en el segon Magistral Marcel Duchamp, realitzat al Club Argentino de la ciutat de Buenos Aires.
L'octubre del 2015 fou subcampió de l'Argentina amb 9½ punts de 13, mig punt per sota del campió Sandro Mareco. El setembre de 2019 guanyà el campionat argentí per setè cop, quedant a només un del rècord de vuit de Miguel Najdorf

### Participació en competicions per equips
Flores ha disputat les Olimpíades d'escacs entre 2006 i 2018, representant el seu país. L'agost de 2009 va participar al 8è Campionat Panamericà per equips, celebrat a Mendes (Rio de Janeiro), i hi obtingué la medalla d'or individual al primer tauler.